# Sphenolobus flagellaris
Sphenolobus es un género monotípico de musgos hepáticas perteneciente a la familia Anastrophyllaceae. Su única especie es: Sphenolobus flagellaris.   

## Taxonomía
Sphenolobus flagellaris fue descrita por (S.Hatt.) Grolle y publicado en Miscellanea Bryologica et Lichenologica 3: 17. 1963.
Sinonimia
- Cephaloziella flagellaris S. Hatt.